# Буби (народ)
Бу́би (также бубе, фернандцы, едийе, адиджа) — африканский народ в Экваториальной Гвинее. Коренное место жительства — остров Биоко. Общая численность буби — около 61 тыс. человек, 55 тыс. из них проживает в Экваториальной Гвинее. Входит в этническую группу банту (Antonio Aymemí, 1942).

## История
Остров Биоко буби заселили в XIII веке, когда их изгнали с континента другие бантусские народы.
Когда в 1968 году страна стала полностью независимой от Испании, президентом стал Франсиско Масиас Нгема. До крупной эмиграции буби в Испанию и другие страны их численность в Экваториальной Гвинее составляла около 300 тыс. человек. При режиме Нгемы было казнено, погибло в тюрьмах или эмигрировало более 2/3 народа буби, осталось только 80 тыс. человек.. Связано это с тем, что президент видел угрозу в интелеллигенции, а буби издавна считались умными и зажиточными людьми. С тех пор ситуация улучшилась не сильно, так как у власти в данный момент находится племянник Франсиско Масиаса Нгемы — Теодоро Обианг Нгема Мбасого, принадлежащий к народности фанг, многократно превосходящей буби в численности. В политике страны буби имеют малое влияние, также народ не восстановился от потери почти всех политических лидеров во времена геноцида Франсиско Нгемы.
В 1998 году представители народа буби организовали восстание против режима Теодоро Обианга.

## Занятия
Занимаются подсечно-огневым земледелием, выращивают ямс, просо, бананы, собирают плоды масличной пальмы. Также торгуют кофе , какао и пальмовым маслом. Очень развита резьба по дереву.

## Общество и образ жизни
Живут большими семьями в деревенских общинах, где развиты матрилинейные роды. Поселения небольшие, где жилые здания — это хижины с древесными стенами и крышами из лиан и папоротника.

## Культура

### Язык
Говорят на языке буби бантоидной группы языков. Есть 3 основных диалекта, распространённых в разных частях острова: северный, юго-западный и юго-восточный. Сами они делятся на незначительные вариации.

### Культура
Основу культуры составляют песни, сказки и пословицы. Известны изготовлением традиционных музыкальных инструментов леебо — украшенных колокольчиков с несколькими язычками.

### Религия
Большинство буби исповедуют католицизм, но есть протестанты, адвентисты седьмого дня и методисты. Остаются ещё последователи традиционных верований.